# Strategia rozwoju rynku
Strategia rozwoju rynku – strategia marketingowa polegająca na wejściu firmy na nowe rynki zbytu z dotychczasowymi produktami. Jest ona zwykle znaczenie trudniejsza od strategii penetracji rynku oraz bardziej czasochłonna i wymagająca znacznego przygotowania. Konieczna jest wszechstronna analiza preferencji i aspiracji nowych nabywców, ponieważ wymagania i zwyczaje zakupowe nowych klientów mogą się różnić od dotychczasowych nabywców. Problemem może być również brak doświadczenia na nowym terenie.

## Działania firmy
- Analiza szans i zagrożeń;
- Analiza preferencji nabywców;
- Wejście na nowe rynki;
- Zmiana koncepcji marketingu – mix;
- Segmentacja rynku;
- Wskazywanie nowych zastosowań produktu;
- Sprzedaż produktów komplementarnych;
- Oferowanie usług dodatkowych.